# Buchnera timorensis
Buchnera timorensis là loài thực vật có hoa thuộc họ Cỏ chổi. Loài này được Fawc. mô tả khoa học đầu tiên năm 1885.